# Відбій
Відбі́й, іноді відда́ча — імпульс сили тиску газів (або іншого активного тіла), що виникає в каналі ствола вогнепальної зброї під час пострілу і направлений в протилежний до напряму пострілу бік. Залежно від конструкції зброї відбій може викликати відкочування зброї або її частин, або значні внутрішні напруження.

## Фізичні принципи
Фізично відбій пояснюється законом збереження імпульсу. Оскільки до пострілу сумарний імпульс зброї (наприклад, гармати) і снаряда дорівнював нулю, то він повинен дорівнювати нулю і після пострілу.
{\displaystyle (M+\mu /2)v_{g}=-(m+\mu /2)v_{p}},
де {\displaystyle M}, {\displaystyle \mu } та {\displaystyle m} — маси гармати, заряду та снаряду відповідно, а {\displaystyle v_{g}} та {\displaystyle v_{p}} — швидкості гармати та снаряда, відповідно. Оскільки маса гармати набагато більша від маси заряду, складовою {\displaystyle \mu /2} в виразі {\displaystyle (M+\mu /2)v_{g}} можна знехтувати, отже швидкість, яку отримує гармата, може бути обчислена як:
{\displaystyle v_{g}=-{\frac {m+\mu /2}{M}}v_{p}}
У випадку, коли гармата та її рухомі частини жорстко закріплені, обраховують імпульс сили, що дорівнює зміні імпульсу руху:
{\displaystyle Ft=-(m+\mu /2)v_{p}}
Зважаючи на малий час пострілу (близько десятої частки секунди), виникає значна сила відбою, що може пошкодити зброю.
Відкіт та перенапруження в конструкції зброї, що виникають внаслідок відбою, мають негативні наслідки: неконтрольований відкіт призводить до погіршення влучності, перенапруження в конструкції призводять до передчасного зносу зброї. Для зменшення наслідків дії сили відбою використовують спеціальні противідкотні пристрої з амортизаторами та/або дулові гальма.
У випадку рушниці відбій гаситься плечем стрільця, у випадку гармати його бере на себе лафет.
В окремих джерелах термін «відбій» ототожнюють з відкотом, що є помилкою — відбій не завжди призводить до виникнення відкоту.